# Maria Josepa d'Àustria
Maria Josepa d'Àustria (Viena, 1699 - Dresden, 1757) fou Arxiduquessa d'Àustria amb el tractament d'altesa imperial i Princesa d'Hongria i Bohèmia. L'any 1719 es convertí en electriu de Saxònia, reina de Polònia i Gran Duquessa de Lituània a través del seu matrimoni amb el rei August III de Polònia.
Nascuda al Hofburg de Viena l'any 1699, sent filla de l'emperador Josep I del Sacre Imperi Romanogermànic i de la princesa Amàlia Guillema de Brunsvic-Lüneburg.
L'any 1719, l'arxiduquessa austríaca es casà amb el príncep August de Saxònia, fill de l'elector Frederic August I de Saxònia i de la marcgravina Cristiana de Brandenburg-Bayreuth, que l'any 1733 esdevingué elector de Saxònia i rei electe de Polònia amb el nom de Frederic August II de Saxònia. A través d'aquest matrimoni entre la Casa de Saxònia i la Casa d'Àustria, el rei Frederic August I de Saxònia pretenia aconseguir una millor posició per la Casa saxona en el conflicte de la Guerra de Successió d'Àustria.

## Descendència
La parella s'establí a Dresden i tingueren catorze fills:
- SAR el príncep Frederic August de Saxònia, nascut a Dresden l'any 1720 i mort a la mateixa localitat l'any 1721.
- SAR el príncep Josep de Saxònia, nat el 1721 a Dresden i mort el 1728 a la capital saxona.
- SM l'elector Frederic Cristià I de Saxònia, nat a Dresden el 1722 i mort a Dresden el 1763. Es casà amb la princesa Maria Antònia de Baviera.
- SAR la princesa Maria Amàlia de Saxònia, nascuda a Dresden el 1724 i morta el 1760 a Madrid. Es casà amb el rei Carles III d'Espanya.
- SAR la princesa Maria Margarida de Saxònia, nascuda el 1727 a Dresden i morta el 1734 a la capital saxona.
- SAR la princesa Maria Anna de Saxònia, nascuda a Dresden el 1728 i morta a Múnic el 1797. Es casà amb l'elector Maximilià III Josep de Baviera.
- SAR el príncep-regent Francesc Xavier de Saxònia, nascut el 1730 a Dresden i mort a Zabeltitz el 1806. Esdevingué regent de Saxònia des de 1763 i fins a 1768.
- SAR la princesa Maria Josepa de Saxònia, nascuda a Dresden el 1731 i morta a Versalles el 1767. Es casà amb el delfí Lluís de França.
- SAR el príncep Carles Cristià de Saxònia, comte de Courland, nascut a Dresden el 1733 i mort el 1796 a Dresden. Es casà amb l'aristòcrata polonesa Franziska von Corvin-Krasinski.
- SAR la princesa Maria Cristina de Saxònia, nascuda el 1735 a Dresden i morta el 1782 a Remiremont. Esdevingué abadessa de Remiremont.
- SAR la princesa Maria Elisabet de Saxònia, nascuda a Dresden el 1736 i morta el 1818.
- SAR el príncep Albert de Saxònia, duc de Teschen, nascut a Dresden el 1738 i mort el 1822 a Viena. Es casà amb l'arxiduquessa Maria Cristina d'Àustria, duquessa de Teschen i governadora de Flandes.
- SAR el príncep Climent Venceslau de Saxònia, nascut a Wermsdorf el 1739 i mort el 1812 a Marktoberdorf. Bisbe-elector de Tréveris.
- SAR la princesa Maria Dorotea de Saxònia, nascuda el 1740 a Dresden i morta el 1826 a Thorn. Esdevingué princesa-abadessa de Thorn i Essen.